# Kraljevina Imereti
Kraljevina Imereti (gruzijsko იმერეთის სამეფო, imeretis samepo) je bila gruzijska monarhija, ki jo je leta 1455 ustanovil član družine Bagration po razpadu   Kraljevine Gruzije na rivalska kraljestva. Pred tem je Imereti veljal za kraljestvo v Kraljevini Gruziji, katerega krono je imela kadetska veja Bagratidov. Razpad se je začel leta 1260 po uporu Davida VI. Proti mongolskemu vladarju Hulegu kanu in begu v Abhazijo. Po mongolski zasedbi Gruzije v 13. stoletju se je Gruzija decentralizirala in razdrobila. Središče moči se je prestavilo v novoustanovljeno kraljevino Zahodna Gruzija. 
Kraljevino Imereti je v prvi polovici 14. stoletja osvojil Jurij V. Briljantni (vladal 1299–1302 in 1314–1346) in jo ponovno združil z vzhodno Kraljevino Gruzijo.
Po letu 1455 je Imereti za več stoletij postal stalno bojišče med Gruzijo in Osmanskim cesarstvom. Kraljevina je zaradi vedno večje nestabilnosti vedno bolj propadala.
Imereti je leta 1621 prvič zaprosil za pomoč Rusijo in leta 1650 priznal rusko suverenost. Leta 1769 so ruske  sile pregnala Turke. Salomon II. Imeretski
je pod pritiskom Pavla Cicijanova leta 1804 sprejel oblast Ruskega carstva in bil leta 1810 odstavljen. V času, ko je bil Imereti vazalna država Ruskega carstva, so kneževine Mingrelija, Abhazija in Gurija razglasile svojo neodvisnost od Imeretija in vzpostavile svoje vlade. 